# Tapiales
Tapiales é uma cidade da Argentina, localizada na província de Buenos Aires, situada na Grande Buenos Aires.